# 友崎りん
友崎 りん（ともさき りん、1980年12月2日 - ）は日本の元AV女優。東京都出身。

## 略歴
2000年1月に『清純』でAVデビューした。ビデ倫作品では、本物ザーメンをNGとしていたが、2001年8月の『アイドルザーメン』でぶっかけを解禁した。
菅原千恵が監督を務めた『ちえズ.エンジェル コスプレAV』にも出演しており、宮澤ゆうなや夢野まりあなど当時のテレビ番組に出演の多いAV女優と共演した。

## 作品

### アダルトビデオ
- 清純（2000年1月18日、宇宙企画（メディアステーション））
- 恋ルージュ（2000年2月20日、宇宙企画）
- 新・妹の下着19（2000年3月28日、KUKI）
- 真珠の涙（2000年4月16日、宇宙企画）
- 花嫁の生下着9（2000年5月23日、KUKI）
- 吸淫ワイセツ（2000年6月10日、宇宙企画）
- No.1（2000年7月27日、KUKI）
- 家庭教師りん（2000年8月18日、アリスJAPAN（ジャパンホームビデオ））
- 友崎りんのオナニーのお手伝いしてあげる（2001年2月20日、ハムレット（SODクリエイト））
- 美人英語教師凌辱レイプ 友崎りん（2001年4月20日、ハムレット）
- ちえズ.エンジェル コスプレAV 1（2001年7月7日、ハムレット）
- ちえズ.エンジェル コスプレAV 2（2001年7月7日、ハムレット）
- ちえズ.エンジェル コスプレAV 3（2001年7月7日、ハムレット）
- アイドルザーメン VOL.3（2001年8月9日、ハムレット）
- 変身[コス]るわよ（2001年10月1日、ワンズファクトリー）
- 友崎りんの手コキ.淫語.痴女（2001年11月8日、SODクリエイト）
- 女子校生監禁凌辱 鬼畜輪姦39（2001年11月14日、アタッカーズ）
- 龍縛愛玩調教20 チャイルドシンドローム（2001年12月5日、アタッカーズ）
- 痴漢バス女子校生 友崎りん（2002年1月18日、トータル・メディア・エージェンシー（TMA））
- お尻と性器 友崎りん（2003年1月1日、ワンズファクトリー）
- Wild Thing！ 友崎りん（2003年4月11日、桃太郎映像出版）
- いじめOL 友崎りん（2003年11月18日、ビッグモーカル）

以下、発売日不明
- 吸淫ワイセツ 友崎りん